# Мирзоев, Тофик Ибрагим оглы
Тофик Ибрагим оглы Мирзоев (азерб. Tofiq İbrahim oğlu Mirzəyev; род. 16 июня 1932, Кедабек) — азербайджанский актёр, режиссёр и сценарист. В некоторых фильмах также участвовал как звукооператор и звукорежиссёр. Заслуженный артист Азербайджанской ССР (1976). Народный артист Азербайджанской Республики (2022).

## Биография
Тофик Ибрагим оглы Мирзоев родился 16 июня 1932 года в Кедабеке, Азербайджанская ССР. С детства проявлял интерес к искусству и театру. В 1956 году окончил Азербайджанский государственный институт искусств, где изучал актерское мастерство. Свою карьеру он начал в Азербайджанском государственном академическом драматическом театре, где быстро завоевал признание благодаря своему таланту и харизме.

## Карьера
Мирзоев известен своими ролями в различных театральных постановках и кинофильмах. За свою карьеру он снялся в более чем 30 фильмах и стал одной из знаковых фигур азербайджанского кинематографа. Среди его известных работ можно отметить роли в фильмах «Хатирелер сахили» (1972), «Насими» (1973), и «Узайир омру» (1981) .

## Награды и признание
Тофик Мирзоев был удостоен многочисленных наград за свой вклад в искусство. В 1976 году ему было присвоено звание Заслуженного артиста Азербайджанской ССР, а в 2022 году — Народного артиста Азербайджана. Также он был награжден орденом «Шохрат» (Слава) в 2022 году.
Персональная пенсия Президента Азербайджанской Республики (10 мая 2007 года)

## Личная жизнь
Мирзоев был женат и имеет детей. Вне сцены и экрана он вёл активную общественную жизнь, часто выступал на различных культурных мероприятиях и делился своим опытом с молодым поколением актёров.

## Фильмография
- «Абшеронские песни» (1969)
- «Бакинская крепость» (1969)
- «Насими» (1973)
- «Воспоминания берегов» (1972)
- «Последняя ночь детства» (1968)
- «Проводы на юг» (2006)
- «Тахмина» (1993)
- "Фронт в тылу врага"(1981) Гасан
- «Его бедовая любовь» (1980)